# Paul Zenon

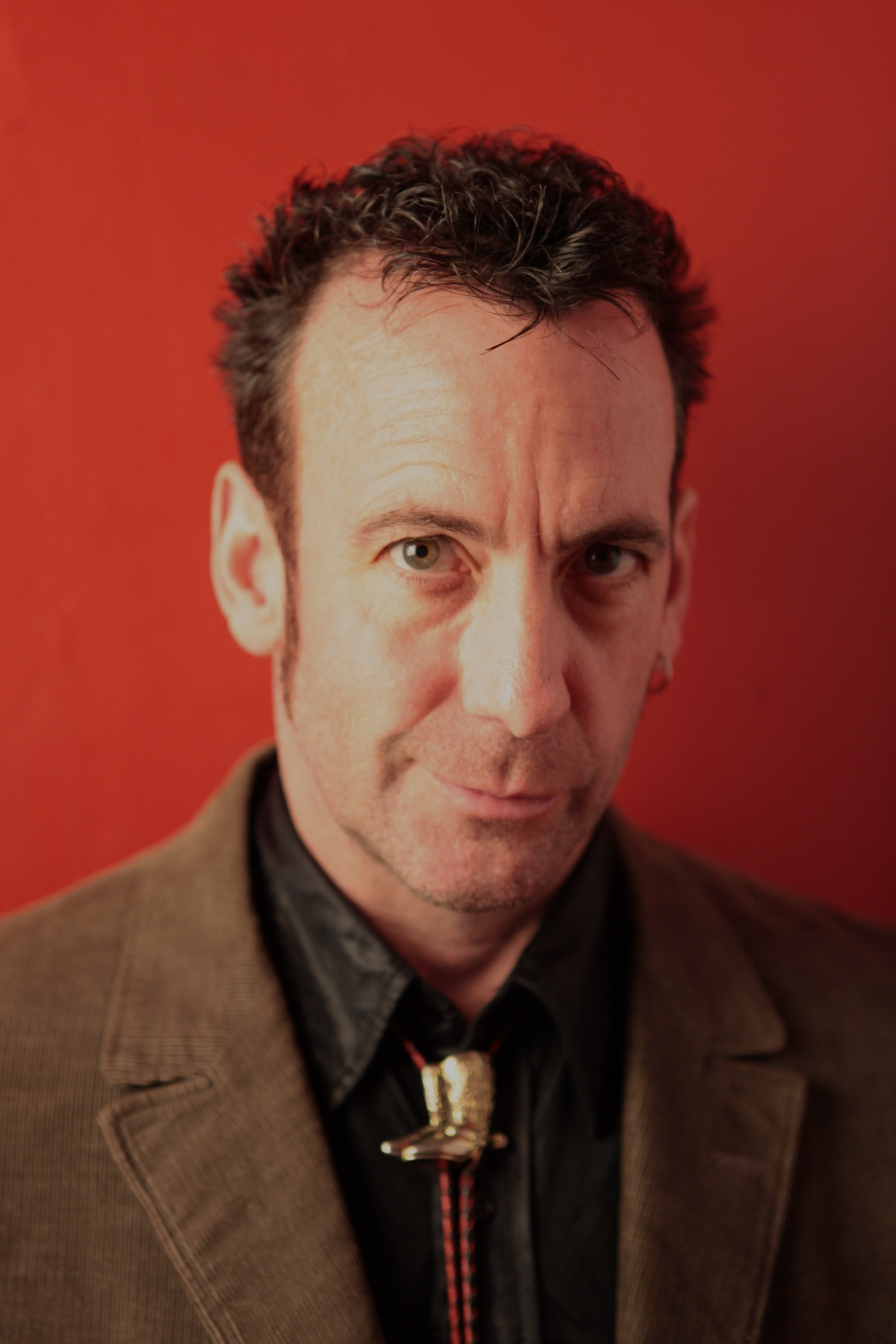
Paul Zenon 2012

Paul Zenon (* 29. Juni 1964) ist einer der erfolgreichsten Zauberkünstler und Komiker aus Großbritannien. Er wird oft mit David Blaine verglichen, mit dem Unterschied, dass Zenon mehr Gewicht auf Späße legt.
Bereits im Alter von 8 Jahren entdeckte er seine Leidenschaft für Zaubertricks. Später arbeitete er in einem Scherzartikelladen in Blackpool und reiste schließlich als Straßenmagier und Feuerschlucker durch die Mittelmeer-Länder. Kurze Zeit arbeitete er als Croupier in einem Casino, wurde aber wegen des Vorwurfes, falschzuspielen, und wegen Betruges schnell wieder entlassen.
In den frühen 1990er-Jahren trat er regelmäßig in den BBC-Shows Tricks'n'Tracks und Tricky Business im Kinderprogramm auf. Inzwischen hatte er schon über 100 Fernsehauftritte und führte seine Künste in über 30 Ländern auf.

## Werke
- 100 Ways to Win a Tenner. Carlton Books, London 2003, ISBN 1-84-222923-0.
- Paul Zenon's Dirty Tricks. Carlton Books, London 2004, ISBN 1-84-442857-5.
- Street magic. Carlton Books, London 2005, ISBN 1-84-442532-0.